# Босутро, Люсьен
Люсьен Жан-Батист Босутро (фр. Lucien Bossoutrot; 16 мая 1890, Тюль (Франция) — 1 сентября 1958, Вири-Шатийон, Иль-де-Франс) — один из первых французских авиаторов и лётчиков-испытателей, пионер авиации и политик.
С 1 апреля 1919 по 26 марта 1932 г. установил в общей сложности 36 мировых рекордов в пилотируемых полетах (по дальности, продолжительности полета, высоте полета и скорости). К этому добавился мировой рекорд выносливости в планеризме в 1923 году.
С молодости был очарован авиацией. Как говорят, совершил свой первый самостоятельный полет в 1911 году, не получив до этого ни одного урока полетов. Во время Первой мировой войны был военным летчиком. В 1914 году получил лицензию пилота и стал летным инструктором. Оснастил свой аэроплан приборами, которые позволяли ему летать даже в условиях плохой видимости, и таким образом разработал принцип «Pilotage Sans Visibilité », или полет по приборам.
После окончания войны стал летчиком-испытателем компании Avions Henri y Maurice Farman, где сыграл важную роль в разработке двухмоторного биплана Farman F.60 «Голиаф», на котором он совершил первый международный пассажирский полет и установил ряд рекордов.
Позже стал главным летчиком-испытателем Фармана. В феврале 1919 года совершил первый в истории авиации международный регулярный пассажирский рейс на первом прототипе «Голиафа» F-GEAB с аэродрома близ Парижа в Лондон.
В течение двадцати лет «Бобос», как его называли в авиационных кругах, участвовал в разработке около 125 типов летательных аппаратов, от 45-килограммового Планёра до 25-тонной летающей лодки. За это время он установил в общей сложности 36 международно признанных мировых рекордов.
Был членом Радикальной социалистической партии, от которой избирался в Палату депутатов Франции (Chambre des députés) в 1936 году. В августе 1936 года посетил СССР.
В 1937 году вместе с единомышленниками поддерживал испанских республиканцев, тайно поставляя им самолёты, оружие и боеприпасы.
Участник Второй Мировой войны. За выступления против режима Виши был интернирован в лагерь в Эво-ле-Бен. В 1944 году ему удалось бежать и присоединиться к движению Сопротивления на юго-западе Франции.
Похоронен на парижском Кладбище Батиньоль.